# Zaljubljeni Shakespeare
Zaljubljeni Shakespeare (v izvirniku angleško Shakespeare in Love) je romantična komedija režiserja Johna Maddena, ki prikazuje (večinoma izmišljeno) življenje Williama Shakespeara v času, ko je pisal tragedijo Romeo in Julija.

## Nagrade
Film je izšel leta 1998, prejel je sedem oskarjev, med drugim za najboljši film, najboljšo igralko (Gwyneth Paltrow) in najboljšo stransko igralko (Judi Dench). Skupno je bil nominiran za 12 oskarjev.